# Ankobra
Ankobra (engelska: Ankobra River) är ett vattendrag i Ghana. Det ligger i den södra delen av landet, 240 km väster om huvudstaden Accra.